# 636 Еріка
636 Еріка (636 Erika) — астероїд головного поясу, відкритий 8 лютого 1907 року Джоелем Хастінґсом Меткалфом у Тонтоні, Массачусетс.